# Kavalkade (Film)
Kavalkade (englisch Cavalcade) ist ein Spielfilm des britisch-US-amerikanischen Regisseurs Frank Lloyd aus dem Jahr 1933 mit Diana Wynyard, Clive Brook, Una O’Connor und Herbert Mundin. Das Drama basiert auf dem gleichnamigen Theaterstück von Noël Coward und wurde von der Fox Film Corporation produziert. Der Film gewann bei der Oscarverleihung 1934 drei Academy Awards, unter anderem in den Kategorien „Bester Film“ und „Beste Regie“.
Kavalkade beleuchtet das Leben einer wohlhabenden Londoner Familie zwischen Silvester 1899 und Neujahr 1933. Zentrale Eckdaten des frühen 20. Jahrhunderts spielen darin wichtige Rollen: der Zweite Burenkrieg in Südafrika 1899–1902, der Tod Queen Victorias 1901, der Untergang der Titanic 1912 und der Erste Weltkrieg 1914–1918.

## Handlung
London im Jahr 1899: An Silvester erfolgt der übliche Trinkspruch des wohlhabenden Ehepaares Jane und Robert Marryot im Kreis der Familie. Ehemann Robert verlässt die Heimat am nächsten Tag, um als Freiwilliger am Burenkrieg in Südafrika teilzunehmen. Dies bedauert seine Frau, die erfolglos versucht hatte, ihn vom Gegenteil zu überzeugen. Jane, deren Bruder als Offizier in Mafikeng gegen die Truppen belagernder Buren kämpft, hasst jedwede Art von Gewalt. Sie kann es nicht einmal ertragen, wenn ihre beiden jungen Söhne Edward und Joe im kindlichen Eifer mit Spielzeugkanonen und Soldatenfiguren hantieren. Es fällt ihr selbst schwer, martialische Kriegsmusik wie das populäre Soldiers of the Queen anzuhören. Robert sieht es jedoch als seine Pflicht an, seinem Land zu dienen. Er wird in seinem Vorhaben von seinen Söhnen Edward und Joe bestärkt. Beide sind stolz auf den Kriegseinsatz ihres Vaters und versuchen, ihm heldenhafte Kriegsgeschichten zu entlocken.
Die Dienstboten der Marryots feiern das neue Jahrhundert ein Stockwerk tiefer in der Küche. Unter ihnen befindet sich Alfred Bridges, der Butler der Familie, der England ebenfalls als Soldat auf demselben Truppentransporter wie sein Dienstherr verlassen wird. Alfreds Ehefrau Ellen beschleichen die gleichen Gefühle wie Mrs. Marryot. Sie macht sich ebenfalls Sorgen, dass ihr Ehemann aus dem Burenkrieg nicht lebend zurückkehrt. Sie und ihre gemeinsame Tochter Fanny müssen dann allein ihren Lebensunterhalt verdienen.
Jeder der in England zurückgebliebenen Lieben ist erleichtert, als die zwei Väter unversehrt aus dem nur für kurze Zeit währenden Krieg heimkehren. Robert wird für seine heldenhaften Dienste für das Vaterland sogar zum Ritter geschlagen. Kurze Zeit später trifft eine Unglücksbotschaft ein – Königin Victoria verstirbt 1901 im Alter von 82 Jahren. Die Marryots verfolgen den Trauerzug, der direkt an ihrem Haus vorbeiführt.
Die Jahre vergehen und Alfred plant, ein eigenes Geschäft zu eröffnen. Die Bridges leihen sich bei Robert Marryot Geld und geben die Arbeit als Dienstboten in seinem Hause auf. Immer neuere Erfindungen machen das Leben einfacher, die altmodischen Pferdekutschen auf den Straßen werden durch moderne Automobile ersetzt. Die Familie Bridges eröffnet ein Pub, das jedoch nicht sonderlich rentabel ist. Alfred Bridges bedient sich selbst am Alkoholvorrat, ist zu großzügig zu den Gästen und schafft es nicht mehr, die Rechnungen beim Bierbrauer rechtzeitig zu begleichen. Als Jane Marryot und der junge Edward die Bridges besuchen, beschämt der betrunkene Alfred seine Frau und seine Tochter. 1908 überfährt eine Pferdekutsche den Gastwirt.
Der Sohn von Jane und Robert Marryot, Edward, studiert in Oxford und freundet sich mit Edith Harris, der Tochter einer Freundin seiner Mutter, an. Beide geben vor, ein Konzert zu besuchen, während sie sich in Wirklichkeit am Strand vergnügen und von einer gemeinsamen Hochzeit und einer Ozeankreuzfahrt träumen. Edward und Edith heiraten im Jahr 1912, doch die Hochzeitsreise endet in einem Desaster. Das jungvermählte Ehepaar besteigt auf dem Weg nach New York die Titanic und kommt beim Untergang des Luxusliners ums Leben. Der Tod des geliebten Sohnes wird bei den Marryots unter den Tisch gekehrt.
Jane und Robert konzentrieren sich auf ihren verbliebenen Sohn Joe, der den Frauen abgeschworen hat. Er meldet sich 1914 mit Beginn des Ersten Weltkriegs und den Bombardierungen Londons durch Zeppeline freiwillig zum Kriegsdienst. Der Krieg wird höchstens drei Monate veranschlagen, schätzt sein Vater, doch tatsächlich wird dieser vier Jahre andauern. Als einziger überlebender Offizier seines Bataillons trifft Joe im Heimaturlaub in einem Jazz Club auf Fanny Bridges, die zu einer wahren Schönheit herangereift ist. Sie hat eine Karriere als erfolgreiche Nachtclubsängerin und Tänzerin eingeschlagen. Die Beziehung zu Fanny währt nur kurz. Sie liebt Joe, doch lehnt sie es ab, ihn während des Krieges zu ehelichen. Joe findet auf dem Schlachtfeld den Tod. Kurz zuvor hatte Ellen Bridges ihre ehemalige Arbeitgeberin Jane Marryot besucht und sich für eine Heirat zwischen ihrer Tochter Fanny und dem verbliebenen Sohn der Marryots ausgesprochen.
Jane und Robert lassen sich durch diese Schicksalsschläge nicht unterkriegen. In Würde gealtert und mit dem gleichen Optimismus wie 1899 trinken sie an Silvester 1933, inmitten der Weltwirtschaftskrise, auf ihre Gesundheit, ihre beiden toten Söhne und wünschen England erneut Würde, Größe und Frieden. Danach heißen sie das neue Jahr mit dem traditionellen Gesangsstück Auld Lang Syne willkommen.

## Entstehungsgeschichte
Der Film basiert auf dem Bühnenstück Cavalcade des britischen Autors Noel Coward, das 1931 im Theatre Royal Drury Lane uraufgeführt wurde und zu einer der erfolgreichsten Theaterproduktionen des Jahres im Londoner West End avancierte. Die gewaltige Inszenierung, die eine enorme Auswahl an Motiven, eine große Anzahl an Darstellern und Kostümen, sowie nach einer speziellen hydraulische Bühnentechnik verlangte, beinhaltete ebenso eine große Auswahl an periodischen Songs und alten Volksliedern wie auch ein Gesangsstück von Coward selbst, 20th Century Blues. Die Premiere von Cavalcade fand kurz vor den landesweiten Wahlen in Großbritannien statt und die stark patriotischen Musikstücke in der Bühneninszenierung wurden der Conservative Party angerechnet, der dadurch geholfen werden sollte eine hohe Anzahl an Stimmen aus dem Londoner Mittelstand zu sichern. Obwohl Coward selbst dem konservativen Lager angehörte, dementierte der Autor vehement, dass er mit seinem Stück die Wahlen hatte beeinflussen wollen, geschweige denn etwas von einer bevorstehenden Wahl gewusst zu haben. Trotz dieses Umstands avancierte Coward, der sich zuvor durch das Verfassen von Komödien einen Namen gemacht hatte, mit Cavalcade zum erfolgreichen Autor ernster Stoffe. Zwei Jahre vor Beginn der Dreharbeiten feierte das Theaterstück auch auf dem New Yorker Broadway Premiere, konnte aber dort nicht an den Erfolg in London anknüpfen. Infolge der hohen Produktionskosten, ist das Drama nach 405 Aufführungen nie wieder in seiner ursprünglichen Form inszeniert worden, viele Revivals machten sich jedoch einige von Cowards spektakuläreren Szenen zu Nutze, insbesondere die finalen Sequenzen.
Für die Filmrechte an dem Theaterstück und das Recht Cowards urheberrechtlich geschützte Songs zu verwenden, erhielt der Bühnenschriftsteller von dem Filmstudio Fox eine Abfindung von 100.000 US-Dollar. Diese Summe ist laut dem Katalog des American Film Institutes eine der höchsten, die für den Erwerb literarischen Eigentums zu dieser Zeit gezahlt wurden. Für die Regie war ursprünglich der US-Amerikaner Frank Borzage vorgesehen, er gab aber das Projekt und seinen Vertrag mit der Fox Film Corporation auf, als ihm die Regie beim Film Secrets mit Mary Pickford in der Hauptrolle angeboten wurde. Daraufhin wurde Frank Lloyd verpflichtet, der 1930 für den Stummfilm Die ungekrönte Königin den Oscar als bester Regisseur gewonnen hatte. Mit Diana Wynyard, Clive Brook, Una O’Connor und Herbert Mundin wurden die Hauptrollen ausschließlich mit britischen Darstellern besetzt. Auch in den Nebenrollen wurden vorwiegend britische Schauspieler verpflichtet.

## Rezeption
Kavalkalde feierte seine Premiere am 5. Januar 1933 in New York und startete zwei Tage später, am 7. Januar, landesweit in den US-amerikanischen Kinos. Das Drama wurde erfolgreich vom US-Publikum angenommen und konnte bei geschätzten Produktionskosten von 1,25 Millionen US-Dollar (andere Quellen sagen 1,18 Millionen US-Dollar) einen Gewinn von 3,5 Millionen US-Dollar an den US-amerikanischen Kinokassen einspielen – gigantische Summen für die damalige Zeit, die Kavalkade in den USA zum kommerziell erfolgreichsten Film des Jahres machten. Gelobt wurden die opulente und originalgetreue Inszenierung Lloyds und die Schauspielleistung des Darstellerensembles, im Besonderen die von Hauptdarstellerin Diana Wynyard. Wynyard wurde, in Verbindung mit diesem Film, mit einer Fußabdruck-Zeremonie am Grauman's Chinese Theater in Los Angeles geehrt. Weltweit konnte Kavalkade bis zum Januar 1935 einen Gewinn von 8 Millionen US-Dollar einspielen, und auch in England war der US-amerikanischen Studioproduktion Erfolg beschieden.
Die deutsche Erstaufführung erfolgte am 21. September 1933 in Berlin.
In Dänemark feierte Frank Lloyds 115. Regiearbeit, mehr als zwei Jahrzehnte nach dem regulären Kinostart, am 4. Juni 1952, seine Wiederveröffentlichung.
Heutzutage gehört Kavalkade zu den vergessenen Filmen der 1930er Jahre. Negative Stimmen merken an, dass die Inszenierung mittlerweile in die Jahre gekommen ist, was unter anderem auf die schwülstigen Dialoge, dem patriotischen Unterton und den theatralischen Stil der Schauspieler zurückgeführt wird. Oft wird Lloyds Werk mit Robert Altmans 2001 entstandenen Ensemblefilm Gosford Park verglichen, der das Leben zwischen Dienstboten und ihren aristokratischen Arbeitgebern in den frühen 1930er Jahren in Szene setzt. Während Altman bei der Produktion seines Films auf Zeitzeugen vertraute, um ein originalgetreues Sittengemälde zu entwerfen, wird Coward oft vorgeworfen, dass er sich entweder nicht darum kümmerte, oder nicht genaue Kenntnis über das Leben der Dienerschaft zur damaligen Zeit besaß. Seine nicht-aristokratischen Figuren, darunter die Familie Bridges, werden von einigen negativen Stimmen als Karikaturen bezeichnet.

## Kritiken
- „Es ist ein höchst ergreifender und beeindruckender Film, den die Fox Studios auf Basis von Noël Cowards Bühnenpanorama produziert haben […] Miss Wynyard ist exzellent als Jane Marryot. Sie schildert ihre Rolle mit solcher Sympathie und Gefühl, das man kaum an sie als Schauspielerin denkt. Mr. Brook zeigt sich in Bestform als Robert Marryot. Mr. Lawton ist großartig als Joe Marryot. Tatsächlich geben alle in der großen Schauspielerriege von sich selbst eine gute Darstellung.“ (New York Times)
- „Die erste Seifenoper die den Oscar als besten Film gewann, 'Cavalcade', basierend auf Noel Cowards anhaltenden Bühnenstück, erzählt die 30-jährige Saga einer britischen Familie aus der Oberschicht die beide Söhne verliert, den älteren bei der Titanic-Tragödie, den jüngeren im Ersten Weltkrieg.“ (emanuellevy.com)
- „Ein knirschender Schmachtfetzen gefüllt mit schrillen Botschaften über Patriotismus und Anti-Kriegs-Gefühlen […].“ (Ozus' World Movie Reviews)
- „Dies ist eine bedeutende Studie von solider Schauspielerei, origineller Kameraarbeit, herrlicher Kostüme und historischem Wert.“ (zap2it.com)
- „Lloyd hatte ein exzellentes Händchen für Massenszenen – der Film hat gewiss den Sinn eines geschichtlichen Zeitdurchlaufs, vom Burenkrieg über die Dezimierung im Ersten Weltkrieg, welcher der Film herabsetzt. Auf der anderen Seite kann man nicht leugnen, dass der Film in die Jahre gekommen ist – die steifen, gehobenen Lippenbekenntnisse sind manchmal lächerlich und der theatralische Stil der Schauspieler, alle großen Gesten und Deklamation, ist veraltet. Alle diese Mängel machen 'Cavalde' zum Gähnen langweilig.“ (cinescene.com)
- „Eine schwülstige Adaption von Cowards ohnehin nicht allzu scharfsinniger Bühnenvorstellung... Das Publikum in bester schwülstiger Tradition manipulierend, fühlt sich und sieht diese aufwendige Produktion gut aus, aber wenn Sie es fertig bringen die psychologische Kriegführung bis zu bitteren Ende zu überleben, werden Sie sich leer und zu kurz gekommen fühlen.“ (channel4.com)

## Auszeichnungen
Bei der Oscarverleihung 1934 (offizielle Zählung 1932/1933) zählte Frank Lloyds Drama mit vier Nominierungen gemeinsam mit Frank Capras Komödie Lady für einen Tag und Frank Borzages populärer Hemingway-Adaption In einem anderen Land zu den Favoriten der Oscar-Verleihung, die am Abend des 16. März im Fiesta Room des Ambassador Hotels in Los Angeles stattfand. Tatsächlich konnte sich Kavalkade gegen die Konkurrenz von neun weiteren Filmen als bester Film des Jahres durchsetzen und gewann insgesamt drei Oscars bei vier Nominierungen. Unter den Preisträgern befanden sich auch Frank Lloyd, der nach 1931 (für: Die ungekrönte Königin) seinen zweiten Oscar als bester Regisseur erhielt und der Ausstatter William S. Darling. Hauptdarstellerin Diana Wynyard musste sich Katharine Hepburn geschlagen geben, die für Lowell Shermans Drama Morgenrot des Ruhms ihren ersten von späteren vier Oscars gewann.